# فرت کفی (اکلاهما)
فرت کفی(به انگلیسی: Fort Coffee) شهری در ایالت اکلاهما کشور ایالات متحده آمریکا است که جمعیت آن در سرشماری سال ۲۰۱۰ میلادی، ۴۲۴ نفر بوده‌است.